# The Illuminatus! Trilogy
The Illuminatus! Trilogy je anglická knižní trilogie napsaná Robertem Shea a Robertem Antonem Wilsonem. Trilogie poprvé vyšla v roce 1975. Trilogie je satirickým, postmoderním science fiction ovlivněným dobrodružným příběhem se sexuální, drogovou a magickou tematikou s množstvím konspiračních teorií spojených s jejich představou o iluminátech. Příběh pokrývá mnoho témat jako jsou kontrakultura, numerologie a diskordianismus.
Trilogie se skládá z knih Oko v pyramidě (anglicky The Eye in the Pyramid), Zlaté jablko (anglicky The Golden Apple) a Leviatan (anglicky Leviathan).

## České vydání
- SHEA, Robert; WILSON, Robert Anton. Oko v pyramidě. Překlad Tomáš Hrách. Praha: Maťa, 1998. 319 s. ISBN 80-86013-29-4.
- SHEA, Robert; WILSON, Robert Anton. Zlaté jablko. Překlad Tomáš Hrách. Praha: Maťa, 2000. 240 s. ISBN 80-7287-002-5.
- SHEA, Robert; WILSON, Robert Anton. Leviatan. Překlad Petr Pálenský. Praha: Maťa, 2003. 276 s. ISBN 80-7287-044-0.